# Kim Se-jeong
Dans ce nom coréen, le nom de famille, Kim, précède le nom personnel.
Kim Se-jeong (hangeul : 김세정 ; hanja : 金世正 ; RR : Gim Se-jeong ; MR : Kim Sechŏng) est une actrice et chanteuse sud-coréenne, née le 28 août 1996 (28 ans) à Gimje (Jeolla du Nord).
Elle est également connue sous le mononyme Sejeong. Après avoir terminé deuxième de l'émission Produce 101, elle intègre le girl group I.O.I, puis girl group Gugudan, tous les deux créés par Jellyfish Entertainment. En tant qu'actrice, elle est notamment connue pour ses rôles dans School 2017 (2017), Demon Catchers (2020/2023) et Business Proposal (2022).

## Biographie

### Jeunesse et éducation
Kim Se-jeong naît le 28 août 1996 à Gimje, dans le Jeolla du Nord, mais grandit à Anyang dans le Gyeonggi après que sa mère ait du emménager avec sa tante lors de son divorce. Pour faire ses débuts, elle passe une audition avec 3 000 autres jeunes filles et est choisie par Jellyfish Entertainment pour devenir une stagiaire.

### Carrière

#### 2012-2016: Première apparition télévisée et débuts avec I.O.I
En 2012, Kim Se-jeong participe à la deuxième saison de K-pop Star alors qu'elle a seulement 16 ans. Après avoir été éliminée lors des auditions, elle est sauvée par Yang Hyun-suk qui lui fait chanter une reprise de I Need A Girl de Taeyang avec Jo Yoo-min. Les deux sont mises en groupe avec Nicole Curry et Lee Soo-kyung pour la dernière manche du casting, mais Kim Se-jeong est éliminée à cette étape.

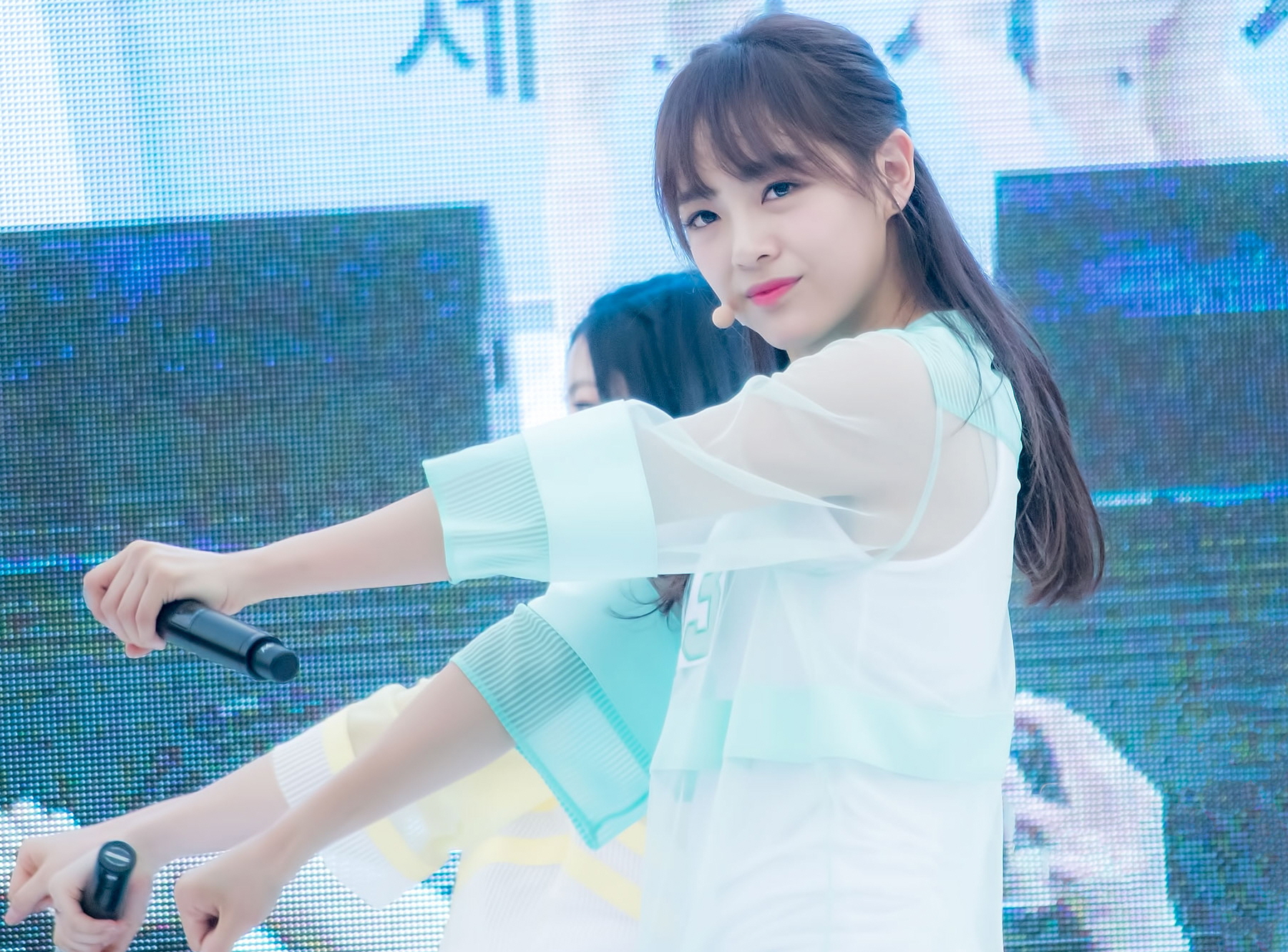
Kim Se-jeong lors d'une performance avec I.O.I en 2016.

En janvier 2016, avec Kim Na-young et Kang Mi-na, elle représente Jellyfish Entertainment dans l'émission Produce 101, où elles concourent pour avoir la chance d'entrer dans un girl group de Mnet. Mise dans le Group A, Kim Se-jeong obtient de très bonnes notes et finit régulièrement à la première place du classement de chaque épisode,. Le 1er avril, les onze membres du groupe I.O.I sont annoncées dont Kim Se-jeong fait partie. Le groupe fait ses débuts le 4 mai avec le single Dream Girls issu de l'album Chrysalis. Le groupe dure seulement un an et est officiellement dissous en janvier 2017.

#### 2016-2018: Gugudan et ses débuts d'actrice

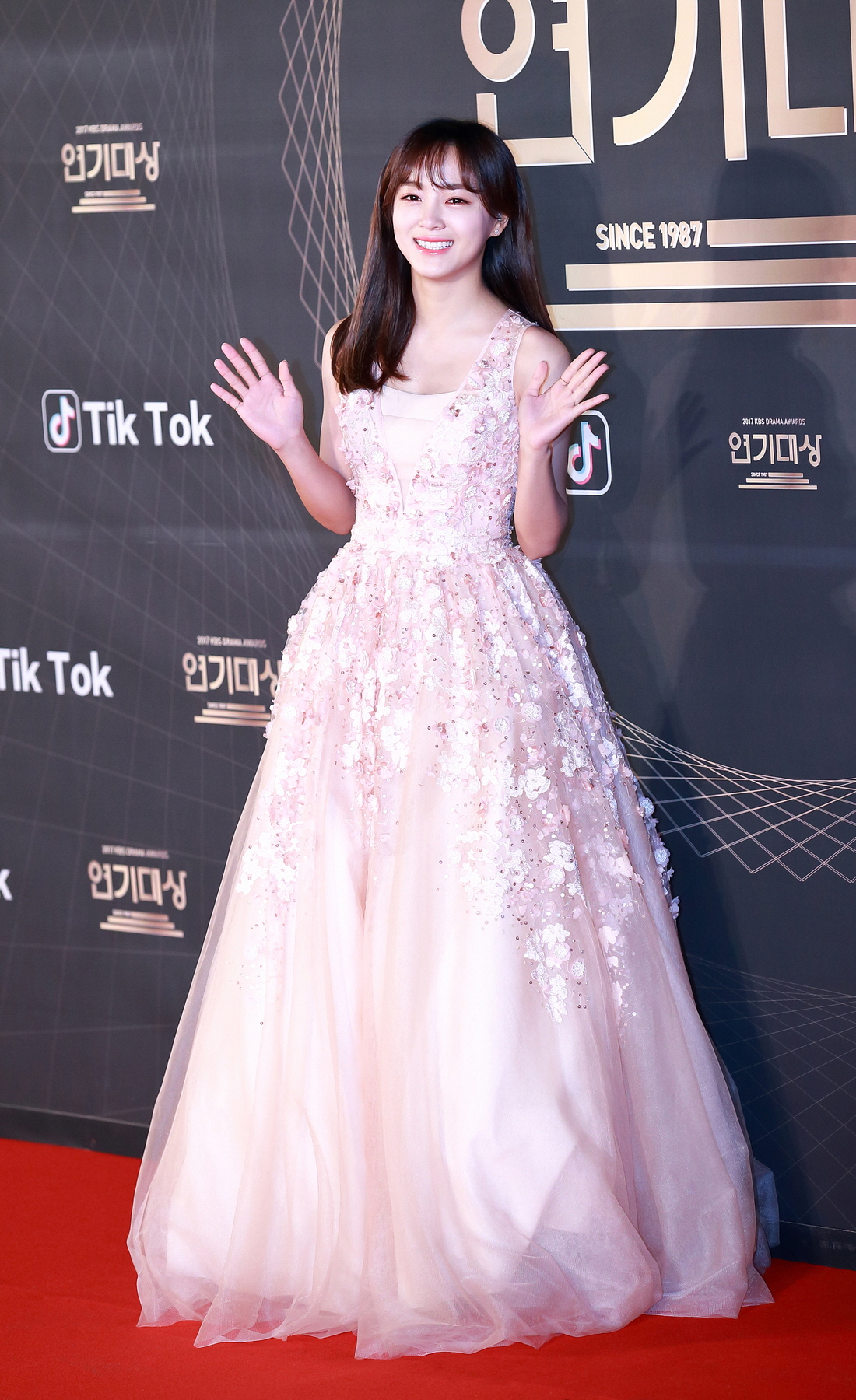
Kim Se-jeong sur le tapis rouge de KBS Drama Awards 2017.

Alors que Kim Se-jeong est toujours membre de I.O.I, son agence annonce qu'elle va rejoindre le girl group nouvellement formé par celle-ci nommé Gugudan. Le groupe sort son premier morceau intitulé Wonderland en juin 2016.
En novembre de la même année, elle sort son premier morceau solo intitulé Flower Way qui atteint la première place du Circle Digital Chart. Le 12 janvier 2017, elle sort If Only, qui apparait sur la bande originale du drama Legend of the Blue Sea.
En juillet 2017, elle obtient son premier rôle majeur dans le drama School 2017 où elle interprète Ra Eun-ho. Elle participe également à la bande originale du drama avec Gugudan. Avec Leo de VIXX, elle est choisie pour chanter We, the Reds, l'hymne officiel de l'équipe de Corée du Sud de football lors de la Coupe du monde 2018.
L'année suivante, le sous-groupe Gugudan SeMiNa (en) composé de Nayoung, Mina et elle est formée et débute le 10 juillet 2018 avec la chanson SeMiNa. En septembre, elle sort Lover, pour la bande originale de Mr. Sunshine. Après deux ans d'inactivité, le groupe Gugudan est officiellement dissous en décembre 2020.

#### 2019-: Carrière solo et succès en tant qu'actrice
En 2019, Kim Se-jeong obtient son second rôle majeur dans le drama I Wanna Hear Your Song (en), celui d'une joueuse de timbale qui a perdu la mémoire à la suite d'évènements traumatiques. Dans le même temps, elle sort son premier EP Plant, ainsi que la chanson All of My Days pour la bande originale de Crash Landing on You et What My Heart Says pour Record of Youth. Le 17 août 2020, elle sort le morceau Whale.
Elle fait ses débuts sur les planches avec le rôle principal dans Return: The Promise of the Day, une comédie musicale qui s'intéresse au sujet de l'excavation des restes des soldats sud-coréens de la guerre de Corée. En juillet, elle est annoncée comme ayant été choisie pour rejoindre le casting du drama de Netflix Demon Catchers et participe également la bande originale avec la chanson Meet Again.
Le 29 mars 2021, son second EP intitulé I'm sort avec comme premier single Warning. En avril, elle obtient le rôle principal de la comédie musicale Red Book Musical qui se déroule dans l'Angleterre de l'ère victorienne.
En février 2022, elle fait son retour sur le petit écran avec le rôle principal de Business Proposal aux côtés de Ahn Hyo-seop, puis, en mars, elle est confirmée dans le drama Today's Webtoon (en) aux côtés de Choi Daniel et Nam Yoon-su.

## Discographie

### Extended plays
| Titre | Détails | Charts |
| Titre | Détails | KOR    |
| ----- | --- | ------ |
| Plant | - Date de sortie : 17 mars 2020 - Label : Jellyfish Entertainment - Formats : CD, téléchargement, streaming | 4      |
| I'm   | - Date de sortie : 29 mars 2021 - Label : Jellyfish Entertainment - Formats : CD, téléchargement, streaming | 19     |

### Singles
| Titre             | Année | Charts | Album |
| Titre             | Année | KOR    | Album |
| ----------------- | ----- | ------ | ----- |
| Flower Way (꽃길) | 2016  | 2      |       |
| Tunnel (터널)     | 2019  | 121    | Plant |
| Plant (화분)      | 2020  | 82     |       |
| Whale             | 2020  | 114    |       |
| Warning           | 2021  | 98     | I'm   |
| Baby I Love U     | 2021  | 179    |       |

## Filmographie

### Séries télévisées
- 2016 : The Sound of Your Heart (마음의 소리) : la voisine de l'appartement 205
- 2017 : School 2017 (학교 2017) : Ra Eun-ho
- 2019 : I Wanna Hear Your Song (en) (너의 노래를 들려줘) : Hong Yi-young
- 2020 : Demon Catchers (경이로운 소문) : Do Ha-na
- 2022 : Business Proposal (사내맞선) : Shin Ha-ri
- 2022 : Today's Webtoon (en) (오늘의 웹툰) : On Ma-eum
- 2023 : Demon Catchers saison 2 (경이로운 소문) : Do Ha-na